# Comuna Mîhailivka, Bohuslav
Mîhailivka (în ucraineană Михайлівка) este o comună în raionul Bohuslav, regiunea Kiev, Ucraina, formată din satele Mîhailivka (reședința) și Oleksiivka.

## Demografie
Componența lingvistică a comunei Mîhailivka
     Ucraineană (98,84%)
     Alte limbi (1,16%)
Conform recensământului din 2001, majoritatea populației comunei Mîhailivka era vorbitoare de ucraineană (98,84%), existând în minoritate și vorbitori de alte limbi.